# Marktredwitz
Marktredwitz est une ville allemande, située en Bavière, dans l'arrondissement de Wunsiedel im Fichtelgebirge.

## Histoire
| Appartenances historiques Royaume de Bohême 1341–1816 Royaume de Bavière 1816–1918 République de Weimar 1918–1933 Reich allemand 1933–1945 Allemagne occupée 1945–1949 Allemagne 1949–présent |

## Personnalités liées
- Karl Ritter (1882-1968), diplomate allemand sous le Troisième Reich, reconnu coupable de crimes de guerre, est né à Marktredwitz.